# Волтер Брайт
Волтер Брайт (англ. Walter Bright) — програміст, відомий як головний розробник першого «рідного» компілятора C++ — Zortech C++ (пізніше став Symantec C++, потім — Digital Mars C++) і творець мови програмування D. Є власником компанії Digital Mars.
Відомий як автор комп'ютерної гри «Empire», однієї з перших стратегічних ігор.
В програмуванні є прибічником підходу, що часті помилки в програмах виникають внаслідок застосування помилкових паттернів програмування, а тому виявлення та відмова від таких паттернів дозводлить зменшити кількість помилок.